# Sèdjè-Houégoudo
Sèdjè-Houégoudo è un arrondissement del Benin situato nella città di Zè (dipartimento dell'Atlantico) con 5.909 abitanti (dato 2006).